# BBC 라디오 4
BBC 라디오 4(BBC Radio 4)는 BBC의 라디오 방송 중 하나로, 뉴스, 시사, 교양 프로그램을 주로 방송한다. 영국의 비상 시 국가 기간방송의 역할도 담당하고 있으며, 매 시간 정시마다 6초 비프음 시보와 빅 벤의 종소리 시보를 송출하는 것이 특징이다.
매일 01:00~05:00에는 BBC 월드 서비스를 재송출하며, BBC 라디오 4 - BBC 월드 서비스 전환 시에는 영국 국가가 방송된다.
또 매주 일요일에는 성공회 예배 및 설교 방송을 방송하기도 한다.

## 역사
1922년 BBC의 첫 방송으로 "2LO"가 런던에서 개국한 이후 영국의 여러 지역에 잇따라 개국하였을 때 당시 각 지역별로 별도의 방송을 하였기에 전국 단위의 방송의 필요성을 느끼게 되었고 1930년 전국 단위로 방송하는 "BBC National Programme"이 개국되었다. 이 외에 각 도시별 방송국은 "BBC Regional Programme"이 되었다.
제2차 세계 대전이 발발하면서 영국이 전시 체제에 돌입하자 1939년 9월에 기존의 "BBC National Programme"과 "BBC Regional Programme"의 방송이 중단되고 "BBC Home Service"라는 이름으로 통폐합하여 전국 단일 방송이 되었고, 방송 편성은 뉴스와 교양 위주로 되었다.
종전 이후 지역 로컬 편성이 부활하였으며, 1955년에는 FM 방송을 실시, 1967년 9월 30일에 BBC 라디오 채널 개편에 맞추어 "BBC 라디오 4"라는 현재의 이름이 되었다.

## 주요 방송 프로그램
- Shipping Forecast : 어업기상통보 방송. BBC 월드 서비스로 전환하기 전인 매일 00:48, 매일 05:34, 주말 17:54에 방송된다.
- Today : 1957년 이래 현재까지 방송중인 아침 시사 프로그램으로 평일 06:00~09:00, 토요일 07:00~09:00에 방송된다.
- The Archers : 1951년 이래 현재까지 방송중인 최장수 라디오 드라마이다. 잉글랜드 남부의 시골 마을을 배경으로 하고 있으며, 평일 14:00부터 15분간 방송된다.
- Afternoon Drama : 월~목요일 14:15부터 45분간 방송되는 단편 드라마 프로그램.

## 로고

2022년부터 현재 사용하고 있는 로고.

## 방송 송출
BBC 라디오 4의 방송 송출 현황은 아래와 같다.
- FM 라디오
  - 잉글랜드와 근교의 웨일스 지역 : 92MHz ~ 95MHz
  - 웨일스 나머지 지역 : 103MHz ~ 105MHz
  - 스코틀랜드 : 94.6MHz ~ 96.1MHz 및 103.5MHz ~ 104.9MHz[3]
  - 북아일랜드 : 93.2MHz ~ 96.0MHz 및 103.5MHz ~ 104.6MHz
- 장파방송 : 198kHz
- 중파방송
  - 뉴캐슬어폰타인 : 603kHz
  - 런던, 데리, 벨파스트 : 720Hz
  - 레드루스 : 756kHz
  - 플리머스, 에니스킬린 : 774kHz
  - 애버딘 : 1449kHz
  - 칼라일 : 1485kHz
- 디지털 오디오 방송 : 12B
- 프리뷰 : 704 (FM방송 전용)
- 인터넷 : BBC Sounds 라이브 스트리밍
- 디지털 위성 방송
  - 프리샛 : 704 (FM방송), 710 (장파방송)
  - 스카이 UK 0104 (FM방송), 0143 (장파방송)
- 버진 미디어 : 904 (FM방송), 911 (장파방송)
- UPC 아일랜드 : 910
- 톡톡 TV : 604

## BBC 라디오 4 Extra
BBC 라디오 4 Extra는 BBC의 라디오 방송 중 하나이며, BBC 라디오 4의 자매 채널이다. 주로 라디오 드라마나 코미디, 어린이 대상 프로그램을 방송한다.
개국년도는 2002년 12월 15일이며, 개국 당시에는 "BBC7"이었으며, 이후 2008년 10월 4일 "BBC 라디오 7"로 개명되었고, 2011년 4월 2일에 현재의 이름이 되었다.
디지털 전용 방송으로 디지털 오디오 방송 및 프리뷰 등의 디지털 방송 플랫폼으로 청취할 수 있다. 송출 현황은 아래와 같다.
- 디지털 오디오 방송 : 12B
- 프리뷰 : 708
- 프리샛 : 708
- 스카이 UK : 0131
- 버진 미디어 : 910
- UPC 아일랜드 : 929

## 같이 보기
- KBS 제1라디오